# Chourmo. Il cuore di Marsiglia
(Jean-Claude Izzo, Chourmo. Il cuore di Matrsiglia, intestazione capitolo primo)
Chourmo - Il cuore di Marsiglia è un romanzo di Jean-Claude Izzo pubblicato nel 1996.
Protagonista di questo romanzo (come gli altri due della trilogia, Casino totale e Solea) è Fabio Montale ex poliziotto dimissionario, di mezza età, scapolo, innamorato della sua città, Marsiglia. Egli ha origini italiane in quanto i suoi genitori erano emigrati in Francia in cerca di lavoro. 

## Ambientazione
La storia viene ambientata nella città di Marsiglia, città natale dello scrittore, utilizzata per l'intera trilogia e anche per altri romanzi dello stesso. Viene fatta una descrizione minuziosamente dettagliata della città, dei luoghi tipici e di quelli più periferici, andando a documentare gli enormi cambiamenti avvenuti negli ultimi anni. Tutto ciò viene fatto vedere con occhi differenti ogni volta che la narrazione cambia. Dalla «grande città» che è per Guitou, immaginata più volte in base ai racconti della madre, ma mai visitata. Passando per Gelou stessa, che la vede come il luogo in cui è nata e cresciuta, ma al quale non attribuisce niente di più, fino allo stesso Fabio, dannatamente stregato dalla sua travolgente, ma a volte fatale, bellezza.

## Sinossi
Guitou, un adolescente, aspetta con ansia di incontrare Naima. È il loro primo incontro clandestino. Un amico conosciuto nelle vacanze gli ha prestato l'appartamento di Marsiglia momentaneamente libero per il week-end all'insaputa dei suoi che sono fuori città.
Guitou se n'è andato da casa senza dire nulla. Naima è una ragazza araba e i suoi genitori, soprattutto il suo secondo padre, non amano propriamente gli stranieri, in particolare quelli emigrati dal Nord Africa.
Svegliati da strani rumori provenienti dal piano di sopra i giovani non sanno che fare, sono in casa d'altri. Guitou apre la porta e vede sulle scale un uomo armato. Uno sparo e poi "il gusto del sangue in bocca".
Montale di ritorno dalla pesca con la sua amata barchetta trova ad aspettarlo Gelou "la più bella del quartiere", una lontana cugina di cui era stato segretamente innamorato da giovane. Poi si erano persi di vista. Rimasta vedova (il marito era stato misteriosamente ucciso e con lui gestiva una avviata trattoria) si era messa a vivere con un ricco italiano dalle larghe conoscenze che la corteggiava discretamente da tempo.
Gelou è preoccupata, suo figlio Guitou è scomparso e non ha sue notizie da giorni e supplica Montale di rintracciarlo.
Inizia così un viaggio nei meandri della Marsiglia marginale, dove giovani irredentisti algerini si trovano grottescamente "alleati" con i nazionalisti di destra e la mafia italiana fa da sfondo alla rinascita urbanistica della città. Guitou ucciso, Naima scomparsa, un vecchio amico anche lui freddato sotto i suoi occhi. L'intreccio si dipana poco a poco portando allo scoperto la vera natura del secondo marito di Gelou: un killer professionista affiliato alla mafia. Era lui la persona che Guitou non avrebbe dovuto vedere sulle scale.

## Temi del romanzo
I problemi della immigrazione algerina in Francia, l'integralismo arabo e la xenofobia di una certa cultura. I ricordi di gioventù, i piaceri delle piccole cose, l'amicizia, un senso dell'onore e del dovere che nulla ha a che fare con la morale.

## Personaggi
- Guitou: Cugino del protagonista della trilogia, Fabio Montale, nonché figlio di sua cugina. È il primo soggetto che appare nella narrazione. Si ritrova solo a Marsiglia, dopo essere scappato di casa, per andare a incontrare una ragazza conosciuta l'estate precedente in vacanza. Purtroppo il Prologo si chiuderà proprio con la sua morte, avvolta da un'incognita.
- Gelou: Cugina di Fabio, viene già menzionata nella prima parte del primo capitolo della trilogia. Descritta come la più bella del quartiere, desiderata da tutti gli adolescenti, viene ritrovata adesso cresciuta, una donna preoccupata per la scomparsa del suo figlio più piccolo. Dopo la morte del suo primo marito, dal quale ha avuto tre figli, Gelou si è risposata con un italiano. Durante la narrazione si scoprirà come le cose tra i due non vadano per il meglio e come quest'ultimo abbia incentivato la fuga dell'ultimogenito.
- Naima: È la ragazza che Guitou ha incontrato quest'estate e che va a trovare a Marsiglia. I due passano una notte insieme nella casa di un amico di lei, Mathias.  Al momento dell'omicidio è presente nella stanza, salvata dal fatto di essersi nascosta in bagno. Successivamente verrà interpellata dallo stesso Montale, per venire a capo del caso, non riscontrandone però subito la collaborazione.
- Fabio: Protagonista della «trilogia marsigliese», già presente nel primo romanzo, «Casino totale». In questo secondo capitolo viene ritrovato privo del suo incarico da poliziotto, lasciato dopo la fine dell'inchiesta dell'omicidio di Manu, cercando di vivere emulando «un'antica filosofia del suo paese, seguendo il ritmo lento del mare, andando a pesca, sedendo al bar con gli amici per una partita di belote o una discussione politica, sorseggiando un vino rosato e gustando la cucina provenzale della vecchia Honorine…».[1] Tuttavia la sua quiete viene interrotta dall'improvvisa comparsa della cugina, preoccupata per la scomparsa del proprio figlio, Guitou. Montale si ritrova così coinvolto in un ulteriore caso, obbligato a indagare negli ambienti che aveva deciso di accantonare.

## Narrazione
Il romanzo è realizzato con uno stile che alterna un resoconto di fatti, ricordi e impressioni scritti in prima persona dal protagonista e descrizioni dove il narratore è un osservatore esterno anonimo. Con maggiore precisione possiamo notare come nel Prologo i fatti accaduti, siano raccontati attraverso un narratore esterno senza però privare la presenza di un dialogo diretto tra i protagonisti presenti durante la narrazione. Dal momento che nella storia subentra il protagonista, Fabio Montale, la situazione muta e a diventare il narratore principale è proprio quest'ultimo. Da questo momento in poi le azioni e i pensieri, sono trasmessi in prima persona e nell'immediato. Questi aspetti è possibile ritrovarli anche nel capitolo precedente della trilogia, Casino totale, e in quello successivo, nonché ultimo, Solea.

## Curiosità
Il nome «Chourmo»  viene ripreso dalla lingua provenzale, nella quale letteralmente significa  «la ciurma», «i rematori della galera».  Con questo termine gli abitanti di Marsiglia indicavano l'agglomerato di tutte le persone che vivevano nei quartieri popolari o nella citè. L'intento degli abitanti di queste parti della città era quello di manifestare un unico grande desiderio comune, quello di «remare» tutti verso un'ipotetica salvezza, verso una giustizia rispetto ai trattamenti che venivano riservati loro.
 «Chourmo, in provenzale, significa la ciurma, i rematori della galera. A Marsiglia, Le galere, le conoscevamo bene. Per finirci dentro non c'era bisogno, come secoli fa, di aver ucciso il padre o la madre. No, oggi bastava essere giovane, immigrato o non... Lo scopo del Chourmo era che la gente si incontrasse. Si "immischiasse" come si dice a Marsiglia. Degli affari degli altri e viceversa. Esisteva uno spirito Chourmo. Non eri di un quartiere o di una cité. Eri Chourmo. Nella stessa galera, a remare! Per uscirne fuori. Insieme.»

## Edizioni
- Jean-Claude Izzo, Chourmo - Il cuore di Marsiglia, Roma, edizioni e/o., 2000.
- Jean-Claude Izzo, Chourmo, Marseille, Èditions Gallimard., 1996.